# Envoy

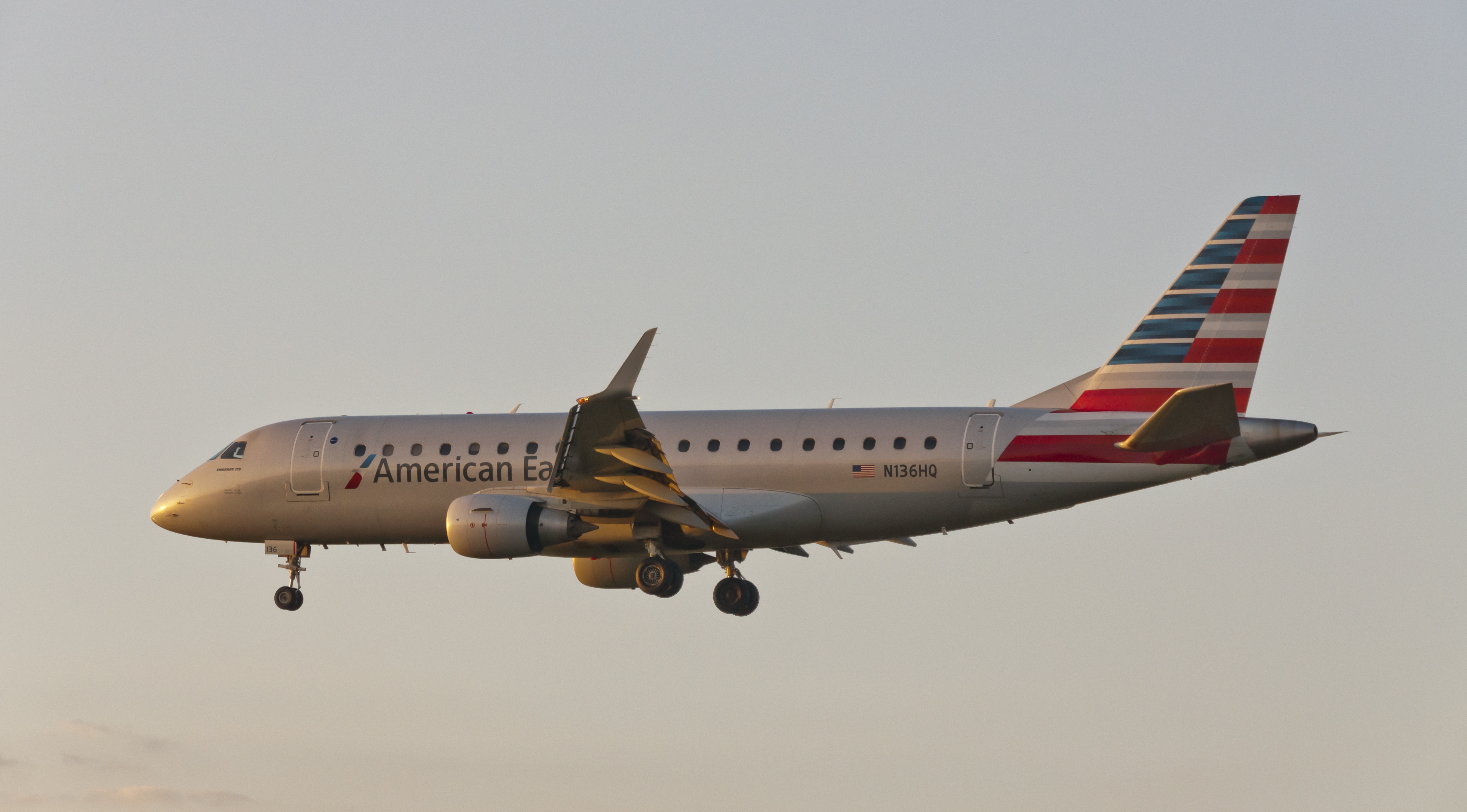
Un Embraer E-175 di Envoy Air nella colorazione "American Eagle"

Envoy, conosciuta come American Eagle Airlines fino al 15 aprile 2014, è una compagnia aerea regionale con sede a Fort Worth (Texas), negli Stati Uniti. Opera nell'ambito del marchio "American Eagle".
È partner di American Airlines (entrambe appartengono al gruppo American Airlines Group), che effettua oltre 1.800 voli al giorno e serve 150 città negli Stati Uniti, in Canada, Messico e nei Caraibi. Envoy è la maggiore compagnia aerea regionale del mondo in termini di trasportato e di flotta.
Come la "sorella maggiore" American Airlines, Envoy aderisce all'alleanza globale Oneworld.

## Flotta
Nell'aprile 2014 la flotta di Envoy era composta da 249 velivoli:
| Aereo             | In flotta | Ordini | Passeggeri | Passeggeri | Passeggeri | Passeggeri |
| Aereo             | In flotta | Ordini | F          | Y+         | Y          | Totale     |
| ----------------- | --------- | ------ | ---------- | ---------- | ---------- | ---------- |
| Bombardier CRJ700 | 25        | —      | 9          | —          | 54         | 63         |
| Bombardier CRJ700 | 25        | —      | 9          | —          | 56         | 65         |
| Embraer ERJ 140   | 59        | —      | —          | —          | 44         | 44         |
| Embraer ERJ 145   | 118       | —      | —          | —          | 50         | 50         |
| Totale            | 249       | 0      |            |            |            |            |